# Ethel Hill
Ethel Hill est une scénariste américaine née le 6 avril 1898 à Sacramento, Californie (États-Unis), décédée le 17 mai 1954 à Hollywood (États-Unis).

## Filmographie partielle
- 1919 : The Faith of the Strong
- 1925 : Dollar Down
- 1927 : Driven from Home
- 1927 : The Swift Shadow
- 1928 : Fangs of the Wild (en)
- 1928 : Law of Fear
- 1928 : Dog Justice
- 1928 : Young Whirlwind
- 1933 : Fury of the Jungle
- 1933 : Le Bateau des fugitifs (Ship of Wanted Men) de Lewis D. Collins
- 1933 : Fog
- 1934 : Whirlpool
- 1934 : The Most Precious Thing in Life
- 1934 : Blind Date
- 1935 : The Best Man Wins
- 1935 : Eight Bells
- 1935 : Party Wire
- 1935 : The Public Menace (en)
- 1937 : Let's Get Married
- 1937 : It Happened in Hollywood (en)
- 1938 : La Vie en rose (Just Around the Corner)
- 1939 : Petite Princesse (The Little Princess)
- 1940 : Maryland
- 1941 : Âge ingrat (Small Town Deb)
- 1941 : For Beauty's Sake
- 1941 : Dance Hall
- 1943 : La Ruée sanglante (In Old Oklahoma)
- 1944 : Man from Frisco
- 1945 : Twice Blessed
- 1946 : Two Smart People